# Не Бінцзе
Не Бінцзе (12 червня 1988) — тайванська плавчиня.
Учасниця Олімпійських Ігор 2004, 2008 років.